# Steinkreis von Gowlane North
 Der Steinkreis von Gowlane North liegt im gleichnamigen Townland (irisch An Gabhlán Thuaidh) etwa 3,2 km nördlich von Donoughmore, südwestlich von Mallow im County Cork in Irland. 

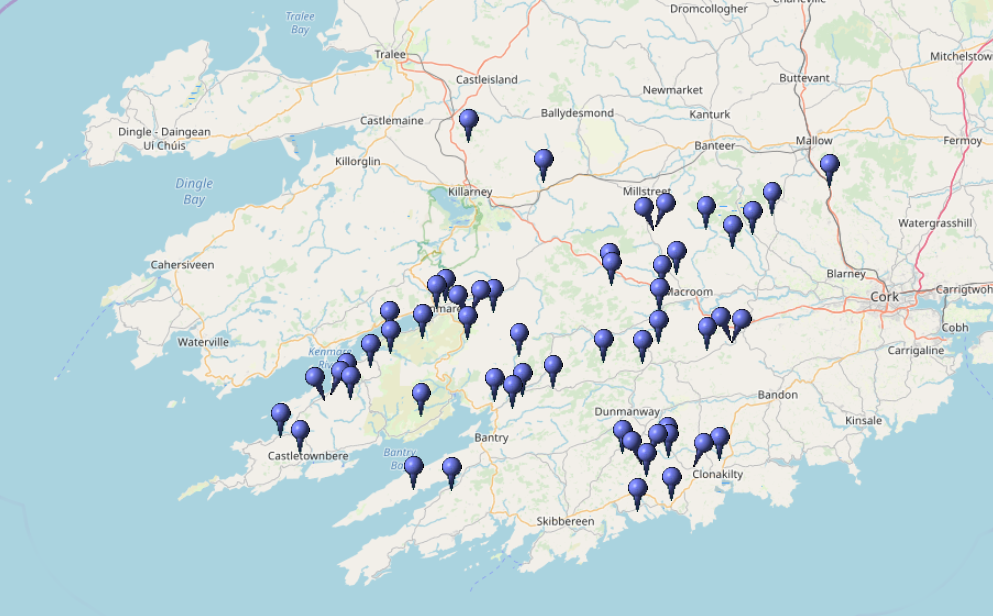
Axiale Steinkreise (ASC)

Er ist ein perfekter Kreis aus acht erhaltenen bis zu 1,0 m hohen Steinen, von etwa 7,0 m Durchmesser, (zwei Steine sind umgefallen und mindestens vier Steine fehlen). Zwei stehen nur etwa 90 cm auseinander und bilden den Zugang im Norden. Ein anderes radial angeordnetes Paar steht außerhalb des Kreises, etwas weiter auseinander. Die etwa 2,1 m lange Eingangspassage, steht wie bei Axialen Steinkreisen (ASC) üblich, gegenüber einem großen axialen Stein von 1,5 × 0,9 m auf der anderen Seite des Kreises.
In der Nähe steht die Steinreihe von Beenalaght. 